# Naissance des pieuvres
Pour plus de détails, voir Fiche technique et Distribution.
Naissance des pieuvres est un film dramatique français écrit et réalisé par Céline Sciamma, sorti en 2007.
Il s'agit du premier long-métrage de la réalisatrice, basé sur son scénario de fin d'étude à la Fémis.

## Synopsis
Pendant l'été de leurs quinze ans, trois adolescentes vivent difficilement l'éclosion de leur sexualité. Marie traîne souvent avec Anne qui est complexée sur son physique et espère être aimée de François, membre de l'équipe de water-polo. Au club de natation synchronisée, pendant qu'Anne entraîne les poussines, Marie observe avec une curiosité troublée Floriane, la capitaine de l'équipe minime.
En échange de l'entrée dans la piscine pendant les entraînements, Marie tient la chandelle à Floriane pour que celle-ci puisse voir François le soir. Cependant, malgré une réputation de fille facile, Floriane appréhende sa première fois et finit par s'en confier à Marie.

## Fiche technique
- Titre original et francophone : Naissance des pieuvres
- Titre international : Water Lilies
- Réalisation : Céline Sciamma
- Scénario : Céline Sciamma
- Décors : Gwendal Bescond
- Costumes : Marine Chauveau
- Photographie : Crystel Fournier
- Musique : Para One
- Montage : Julien Lacheray
- Son : Pierre André
- Production : Jérôme Dopffer, Bénédicte Couvreur
- Société de production : Balthazar productions, en association avec Cofinova 3
- Budget : 1,3 million d'euros[3]
- Pays d'origine :  France
- Langue originale : français
- Genre : Drame
- Durée : 85 minutes
- Dates de sortie :France : 15 août 2007

## Distribution
- Pauline Acquart : Marie
- Louise Blachère : Anne
- Adèle Haenel : Floriane
- Warren Jacquin : François
- Alice de Lencquesaing : la fille dans le vestiaire
- Serge Brincat : l'entraîneur
- Jérémie Steib : le masseur
- Christel Baras : l'inspectrice
- Barbara Renard : Natacha
- Marie Gili-Pierre : la caissière
- Céline Sciamma : la serveuse du fast-food (caméo non crédité)
- Christophe Vandevelde : le type dans la boîte

## Production

### Genèse et développement
Naissance des pieuvres est le premier film de Céline Sciamma. Il est basé sur le scénario d'examen de fin d'études de la Fémis passé par Sciamma, et que Xavier Beauvois, alors membre du jury, a encouragé à développer pour un long métrage.
Selon la réalisatrice, le titre bizarre du film s'explique ainsi : « Pour moi, la pieuvre est ce monstre qui grandit dans notre ventre quand nous tombons amoureux, cet animal maritime qui lâche son encre en nous. C’est ce qui arrive à mes personnages dans le film, trois adolescentes, Marie, Anne et Floriane. Et justement, la pieuvre a pour particularité d’avoir trois cœurs. » La « naissance des pieuvres », c'est donc la naissance de l'amour à l'âge de l'adolescence.

## Bande originale
La bande originale du film, signée par Para One, est composée de musiques écrites pour le film :
Le thème principal, illustrant également la bande-annonce du film, est cependant une reprise du titre Trahison de l'album OK Cowboy (2005) de Vitalic, non présente dans la BOF. Le morceau dans la discothèque est The First Rebirth, de Jones & Stephenson.

## Thèmes

### La condition féminine et l’hétéropatriarcat
Le film de C. Sciamma dépeint le système hétéropatriarcal ainsi qu'une vision de la condition féminine. Pour commencer, la piscine qui est au centre de l’œuvre symbolise l’hétéropatriarcat en disciplinant le corps des nageuses et en faisant correspondre leurs attitudes et leur physique avec une féminité normative. Cela passe notamment par la disciplinarisation de leur corps auquel sont imposés des “mouvements calculés et répétitifs”mais aussi par l’inspection minutieuse de la coach lorsqu’elle juge si les aisselles des danseuses sont bien épilées ou non. Z. Green avance même dans son travail que leurs performances sont construites pour le male gaze. (Cela est tout de même paradoxal car c’est cet environnement qui attire le regard de Marie et qui lui permet d’exprimer son désir lesbien en se confrontant à la réalité hétéronormative des normes de genre.) Si l’on se penche davantage sur la représentation des nageuses qui est faite pendant le film, celles-ci sont comparables à des poupées ou même à des soldats qui doivent cacher les efforts qu’elles font en dessous de l’eau et prétendre que ce qu’elles montrent comme performance parfaite à l’extérieur représente aussi leur intérieur. Cela peut faire penser aux efforts constants que les femmes doivent employer afin de correspondre aux normes de féminité dominantes et de s’intégrer au système hétéropatriarcal. Par ailleurs, on remarque que le lieu de la piscine est scindé en deux entre les garçons qui jouent au waterpolo et les filles qui font de la natation synchronisée (summum de la performance de la féminité) renforçant la binarité de genre et impliquant un choix pressant entre ces deux disciplines. Cela nécessite de performer soit la masculinité, soit la féminité. Finalement, l’hétéropatriarcat règne dans la vie des filles tout le long du film et cela est particulièrement visible lorsque Floriane se confie sur des expériences qui lui sont arrivées et qui pourraient être qualifiées d’agressions. Pour conclure, l’article de Louane Morin avance que ces dynamiques de genre et l’imposition des normes de féminité sont concentrées dans le personnage de Floriane qui présente un rôle sur lequel sont concentrées des présuppositions sexistes. En effet, celle-ci est dépeinte comme une fille facile par ses coéquipières et plutôt que de combattre ces insultes, elle ne les rejette pas et assume sa perception d’elle-même ainsi. D’ailleurs, elle se vante même de ses relations avec les garçons de waterpolo mais aussi avec des hommes plus âgés. Finalement Louane Morin avance que Floriane est terrifiée de ne pas vivre à la hauteur de sa réputation, celle de ne pas répondre aux besoins sexuels de ses partenaires, même si ce n’est pas ce qu’elle désire forcément. Par conséquent le film par sa représentation du milieu de la piscine, des nageuses et des stéréotypes projetés contre Floriane dépeint des normes de féminité imposées aux nageuses ainsi que la présence de l'hétéropatriarcat dans l'environnement dans lequel elles évoluent.

### L'hétérosexualité compulsive et l'ambiguïté du désir de Floriane
Floriane, la cheffe de l’équipe de natation synchronisée va pendant le film avoir une attitude paradoxale envers son hétérosexualité présumée. D’abord, elle est présentée comme un idéal de la féminité hétéronormative qui est l’objet du désir des hommes. Cela est visible dans une des premières scènes qui la montre comme bourgeonnante au centre de la fleur que ses coéquipières réalisent avec leur corps lors d’un numéro de natation synchronisée. Cette métaphore de la fleur bourgeonnante la symbolise comme objet d’un désir sexuel. Désirs qui attirent la hantise de ses coéquipières mais aussi l’œil de Marie. À partir de ce moment, les personnages de Floriane et Marie commencent à se fréquenter, Marie car elle est attirée par Floriane, et Floriane car elle se sert de Marie pour voir son petit-copain. Naît alors une relation ambiguë entre les deux jeunes filles qui rappelle le concept d’hétérosexualité compulsive développé par A. Rich. Plusieurs scènes illustrent cette idée. Premièrement, la nature de la relation entre les deux filles à ses débuts : Floriane utilise Marie pour qu’elle l’emmène voir son petit-copain or on remarque que c’est vite l’occasion pour elle de se rapprocher de Marie en touchant son maillot de bain, en la regardant de manière insistante, en lui caressant les cheveux ou encore en lui donnant une de ses médailles. Ainsi, une relation ambiguë se crée entre les deux filles sans que Floriane abandonne son intérêt pour son petit-copain et elle exprime toujours le besoin qu’il "prenne" sa virginité. Cela rentre complètement dans le concept d’hétérosexualité compulsive : Floriane est clairement attirée par Marie mais elle se sent obligée de répondre aux besoins sexuels de son petit-copain. Le travail de la caméra sur ce sujet est aussi intéressant comme le remarque M.C. Jonet : dans une scène où Floriane mange sa banane (répondant aux injonctions du mâle gaze), la caméra suit le regard de cette dernière pour aller vers ses coéquipières puis vers Marie, dépeignant un moment homo-érotique. Après cette prise de vue, Floriane vient s’asseoir près de Marie, lui demande une faveur et écrit de manière sensuelle son adresse sur la main de Marie pour qu’elle la rejoigne plus tard. Cette tension entre hétérosexualité compulsive et désir lesbien est, par ailleurs, symbolisée par une scène de danse dans laquelle Floriane s’approche sensiblement de Marie, fait mine de l’embrasser (la musique devenant intense), pour finalement qu’elle quitte le cadre pour rejoindre un homme (la musique redevenant douce). Cette scène pour Z. Green représente l’affection queer qui est suivie directement d’un rejet de la part de Floriane pour rejoindre une relation hétérosexuelle. Cela caractérisera leur relation tout le long du film. Finalement, l’hétérosexualité compulsive et l’ambiguïté du désir queer de Floriane pour Marie est à son comble lorsque Floriane demande à Marie de prendre sa virginité en lui confiant au départ qu’elle a envie que ce soit elle spécifiquement, pour finalement lui dire “Comme ça tu t’en débarrasses”. Cela a en fait pour fonction qu’elle puisse coucher avec son petit copain. Pour résumer, même s’il y a un réel désir entre les deux jeunes filles, Floriane est conditionnée par l’hétéronormativité qui est un obstacle à son désir lesbien pour Marie. 

### L'oralité: le symbole du désir queer de Marie
L’oralité a été analysée par M.C. Jonet et M.C.L.G. Green comme symbole du désir queer entre Floriane et Marie. Cela est visible dans plusieurs scènes notamment lorsque Floriane laisse la trace d’un baiser contre la baie-vitrée de Marie et que celle-ci presse ses lèvres vers la trace de rouge à lèvre laissée par Floriane. Cela permet à Marie d’exprimer son désir mais aussi de montrer le potentiel amoureux inachevé entre elles. Le thème de l’oralité est aussi présent dans le film sous la forme de l’ingestion. Au milieu du film, Marie vole la poubelle de Floriane et retrouve les débris d’une pomme et y croque dedans. Cela pourrait montrer l’intérêt obsédant qu’a Marie pour Floriane mais aussi la présence d’une énergie sexuelle renforcée par le fait que Marie mette sa main devant sa bouche après avoir avalé le morceau de pomme. Cela montre la connexion de l’acte avec sa bouche et surtout le fait que Marie veuille "toucher ce que la bouche de Floriane a touché". Par ailleurs, selon M.C.L.G. Green l’eau joue un rôle important pour l’oralité comme symbole du désir lesbien. Celle-ci est présente dans les douches, dans la piscine et dans les crachats, des éléments qui lient Marie et Floriane. Pour exemplifier cela, nous pouvons prendre l’exemple de la prise de vue de Marie dans la douche qui a les yeux fermés après avoir regardé les filles s’exercer à la natation synchronisée. Celle-ci sort sa langue pour goûter à l’eau et la recrache. Selon Z. Green, en goûtant l’eau cela connecte Marie et Floriane, leurs corps ayant tous les deux touché à la même eau. D’ailleurs, plus tard, les deux filles prennent une douche ensemble. Finalement selon S. Belot l’eau qui est associée à l’oralité dans le film montre l’ampleur et l’intensité du désir de Marie pour Floriane.

## Distinctions
- Grand Prix du meilleur scénariste 2006 : prix junior du meilleur scénario (avant réalisation du film)

- Sélectionné au Festival de Cannes 2007 dans la section Un certain regard
- Festival du film romantique de Cabourg 2007 : Prix de la jeunesse
- Prix Louis-Delluc du premier long-métrage 2007

- Césars du cinéma 2008 :
  - Nomination au César du meilleur premier film pour Céline Sciamma
  - Nomination au César du meilleur espoir féminin pour Adèle Haenel
  - Nomination au César du meilleur espoir féminin pour Louise Blachère
  - Jeanne Moreau remet à Céline Sciamma et son équipe son César d'honneur comme un passage de témoin à la jeune génération[13]